# Altenberg bei Linz
Altenberg bei Linz este un oraș lângă Linz, Oberösterreich în Austria.